# USSR Cup (ijshockey)
De USSR Cup was een bekercompetitie in de Sovjet-Unie die met verschillende tussen pauzes werd gehouden tussen 1951 en 1989.
In 1991 viel de Sovjet-Unie uit elkaar en kreeg elk land zijn nieuwe eigen bekercompetitie.

## Winnaars van de Beker van de Sovjet-Unie
| Jaar       | Plaats | Winnaar               | Uitslag        | Tegenstander          |
| ---------- | ------ | --------------------- | -------------- | --------------------- |
| 1951       | Moskou | Krylja Sovetov Moskou | 4-3            | VVS MVO Moskou        |
| 1952       | Moskou | VVS MVO Moskou        | 6-5            | Krylja Sovetov Moskou |
| 1953       | Moskou | Dinamo Moskou         | 3-2            | CDSA Moskou           |
| 1954       | Moskou | CDSA Moskou           | 3-2            | Zenit Moskou          |
| 1955       | Moskou | CSK MO Moskou         | 5-2            | Dinamo Moskou         |
| 1956       | Moskou | CSK MO Moskou         | 2-0            | Dinamo Moskou         |
| 1961       | Moskou | CSKA Moskou           | 5-1, 15-4, 6-3 | Torpedo Gorki         |
| 1966       | Moskou | CSKA Moskou           | 6-1, 8-2       | Dinamo Moskou         |
| 1967       | Moskou | CSKA Moskou           | 2-0            | Spartak Moskou        |
| 1968       | Moskou | CSKA Moskou           | 7-1            | SKA Leningrad         |
| 1969       | Moskou | CSKA Moskou           | 3-1            | Dinamo Moskou         |
| 1970       | Moskou | Spartak Moskou        | 2-1            | Dinamo Moskou         |
| 1971       | Moskou | Spartak Moskou        | 5-1            | SKA Leningrad         |
| 1972       | Moskou | Dinamo Moskou         | 3-0            | Chimik Voskresensk    |
| 1973       | Moskou | CSKA Moskou           | 6-2            | Traktor Tsjeljabinsk  |
| 1974       | Moskou | Krylja Sovetov Moskou | 4-3            | Dinamo Moskou         |
| 1976       | Moskou | Dinamo Moskou         | 3-2 (OT)       | CSKA Moskou           |
| 1977       | Moskou | CSKA Moskou           | 9-5            | Spartak Moskou        |
| 1979       | Moskou | CSKA Moskou           | 4-2            | Dinamo Moskou         |
| 1988       | Moskou | CSKA Moskou           | 3-2 (OT)       | Dinamo Moskou         |
| League Cup |        |                       |                |                       |
| 1989       | Moskou | Krylja Sovetov Moskou | 4-2, 4-1       | Dinamo Moskou         |

## Winnaars aller tijden
| Club                  | Winnaars | Jaar                                               |
| --------------------- | -------- | -------------------------------------------------- |
| CSKA Moskou           | 12       | 1954-1956, 1961, 1966-1969, 1973, 1977, 1979, 1988 |
| Krylja Sovetov Moskou | 3        | 1951, 1974, 1989                                   |
| Dinamo Moskou         | 3        | 1953, 1972, 1976                                   |
| Spartak Moskou        | 2        | 1970, 1971                                         |
| VVS MVO Moskou        | 1        | 1952                                               |